# ميزوكي ياماشيتا
ميزوكي ياماشيتا (باليابانية: 山下美月) هي آيدولة يابانية وممثلة يابانية، ولدت في 26 يوليو 1999 في طوكيو في اليابان.